# Монтемилетто
Монтемилетто (итал. Montemiletto) — коммуна в Италии, располагается в регионе Кампания, в провинции Авеллино.
Население составляет 5332 человека (на 2004 г.), плотность населения составляет 253 чел./км². Занимает площадь 21 км². Почтовый индекс — 83038. Телефонный код — 0825.
Покровителями коммуны почитаются San Gaetano, Sant Eustacchio, празднование 7 августа.